# Evangelho Essênio da Paz
O Evangelho Essênio da Paz (ou Evangelho Essênio de João) é uma obra literária publicada por Edmond Bordeaux Szekely. Ele afirma que traduziu um livro que teria sido escrito pelo apóstolo João e narrava passagens desconhecidas da vida de Jesus Cristo, apresentado ali como o principal líder de uma tribo judaica até então pouco comentada – os essênios.
Szekely afirma que, enquanto estudava no Vaticano em 1923, teve acesso a sua biblioteca e ali havia encontrado e traduzido vários manuscritos aramaicos e hebraicos secretos. Tais documentos, segundo ele, provavam que a tribo ou seita religiosa dos Essênios era basicamente vegetariana e que o vegetarianismo foi prescrito por Jesus Cristo. Neste Evangelho, Jesus Cristo recomenda fortemente a prática do jejum como purificação do corpo e do espírito e meio de se livrar de demônios. Outra advertência séria de Jesus neste Evangelho é não fazer uso do fogo para se alimentar. Não cozinhar os alimentos no fogo, senão no fogo natural exposto a luz do Sol. Inclusive o pão era assado no fogo natural do Sol. No mais, a alimentação dos essênios era basicamente de alimentos vegetais crus.
Szekely ainda afirmou que havia encontrado uma tradução aramaica do Evangelho Essênio da Paz e o Livro Essênio da Revelação na biblioteca do Vaticano, em Roma. Enquanto que na biblioteca do monastério beneditino de Monte Cassino, na Itália, ele afirmou ter encontrado o manuscrito original hebraico do "Evangelho Essênio da Paz". 
Suas descobertas, conforme a declaração escrita do historiador de arte Romain Rolland, muitas vezes desafiavam as suposições de adeptos religiosos convencionais e politizavam instituições religiosas estabelecidas sobre a vida e os ensinamentos de Jesus, e por isso foi muitas vezes criticado por esses.
O autor posteriormente disse ter reconhecido vários fragmentos nessas obras que eram similares ou idênticos a passagens do Antigo e Novo Testamento bíblico, a trechos dos Manuscritos do Mar Morto e a porções da Avestá (escrituras sagradas do zoroastrismo). Por essa razão, declarou ter apoiado-se nas edições em inglês dessas obras para produzir o estilo da linguagem usado nas suas traduções. 
O Livro 1, que ele afirmou constituir a oitava parte do material, foi publicado em 1936. Houve mais publicações nos anos seguintes, incluindo o Livro 2 e 3 em 1974. Essas três obras, segundo ele, constituem a terça parte do material. Além disso, na edição de 1974, ele incluiu o que afirmou ser o texto do manuscrito hebraico original, do qual ele havia traduzido o Livro 1.
As reivindicadas traduções de Szekely dos supostos manuscritos essênios atraíram seguidores de inúmeras crenças e religiões. Entretanto, os alegados manuscritos originais dos quais ele fez uso para sua tradução nunca foram localizados e, por essa razão, as obras de Szekely são consideradas por mordernos eruditos religiosos apenas como falsificações.
O teólogo bíblico sueco Per Erik Beskow, da Universidade de Lund (Suécia), investigou as declarações de Szekely em sua obra Strange tales about Jesus (tradução livre: Estranhas histórias sobre Jesus). O Vaticano e a Biblioteca Nacional de Viena negaram que os manuscritos originais existam. O Vaticano também desmentiu que Szekely tenha tido permissão para acessar os arquivos do Vaticano em 1923. Já a respeito do suposto manuscrito hebraico, a biblioteca do monastério de Monte Cassino foi destruída durante a 2ª Guerra Mundial. 
Além disso, a partir de 1947 houve a descoberta de cavernas no deserto da Judéia que continham antiquíssimos textos e fragmentos de livros bíblicos canônicos, apócrifos, pseudo epígrafes e outros, pertencente aos Essênios; tais descobertas ficaram conhecidas como Manuscritos do Mar Morto. A tradução integral desses documentos foi realizada pela Universidade de Oxford. Entretanto, nenhuma menção ou referência a Jesus ou aos seus Apóstolos foi encontrada. 
Alguns críticos têm denunciado contra Szekely que, depois da publicação original em francês, primeiro ele publicou em inglês em 1937 como O Evangelho da Paz de Jesus Cristo pelo Discípulo João. Porém, após a descoberta dos Manuscritos do Mar Morto e o imenso interesse público nos Essênios, Szekely republicou em uma versão atualizada como O Evangelho Essênio de João. Os pergaminhos que aparecem no título da página das edições posteriores não são os manuscritos alegados por Szekely para sua tradução, mas sim uma imagem reversa da obra Manuscritos do Mar Morto do professor Millar Burrows, publicado em 1958. 